# Пральна дошка
Пральна дошка — пристосування для ручного прання, що складається з ребристої поверхні, по якій інтенсивно треться намочений в мильному розчині одяг з метою забезпечення ефективнішого проникнення частинок миючого засобу в поверхневий шар тканини і подальшого видалення частинок бруду.

## Загальний опис

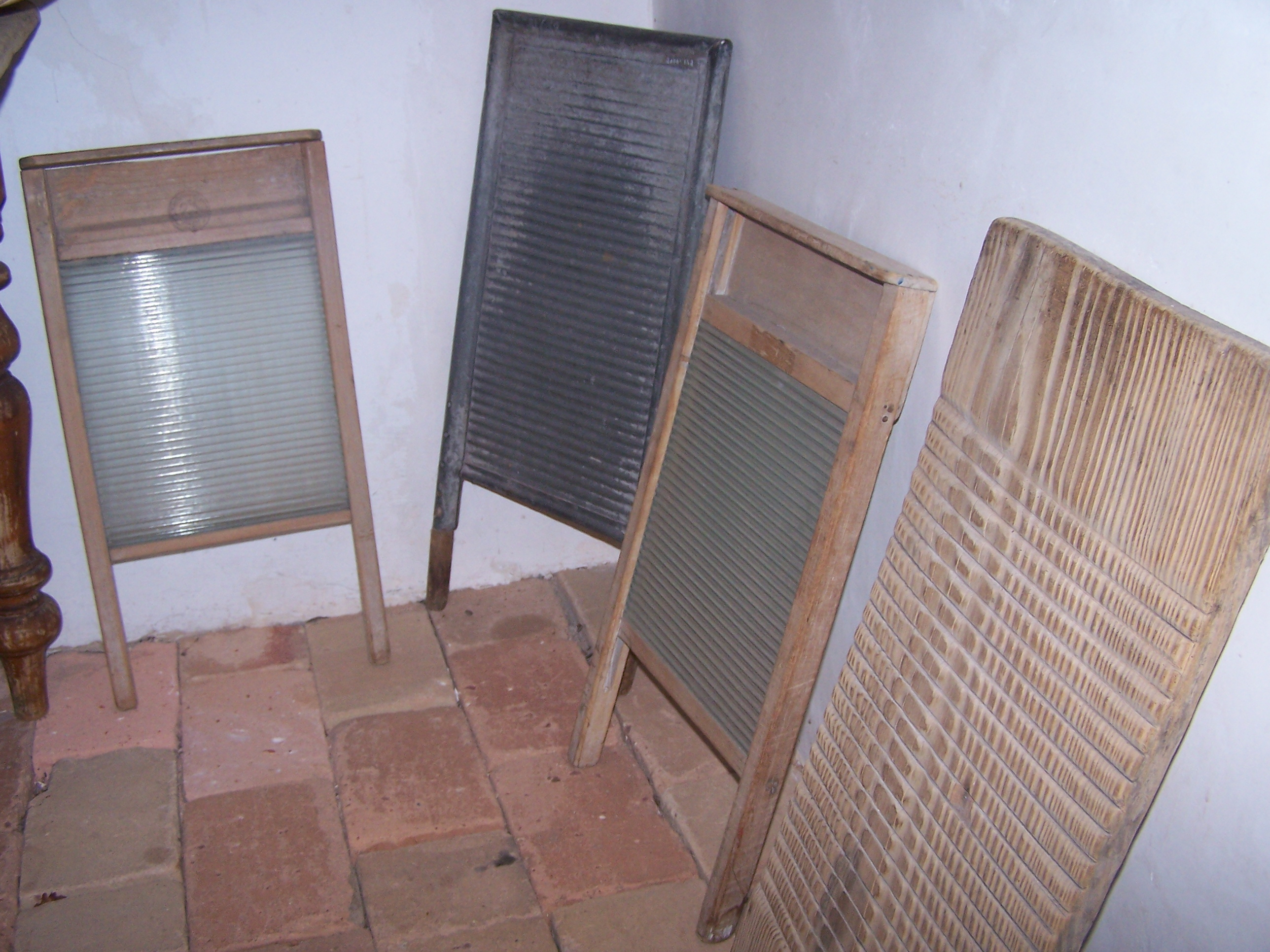
Різні види пральних дощок

Як спеціальне пристосування пральна дошка з'явилася, мабуть, на початку XIX століття — до цього білизну терли об каміння та інші природні поверхні. Перші пральні дошки, ймовірно, були повністю дерев'яними, але вже в 1833 р. була запатентована пральна дошка, яка являла собою дерев'яну рамку з укладеною в неї ребристою металевою поверхнею. У XX столітті дорожчі різновиди пральної дошки стали робитися з особливого скла.
З появою в масовому житлі гарячого водопостачання і особливо з поширенням пральних машин пральні дошки почали виходити з ужитку, залишаючись у ходу переважно в країнах третього світу.
Тим часом у середині XX століття виникла традиція використовувати пральну дошку або спеціально виготовлений подібний їй предмет як музичний інструмент.